# Società Sportiva Siracusa 1933-1934
Questa voce raccoglie le informazioni riguardanti la Società Sportiva Siracusa nelle competizioni ufficiali della stagione 1933-1934.

## Rosa
| N. |                   | Ruolo | Calciatore     |
| -- | ----------------- | ----- | -------------- |
|    | Italia (bandiera) | C     | Devoto         |
|    | Italia (bandiera) | C     | Mario Olenich  |
|    | Italia (bandiera) | D     | Freschi        |
|    | Italia (bandiera) | P     | Mario Vialardi |
|    | Italia (bandiera) | D     | Ferrario       |
|    | Italia (bandiera) | C     | Prandani       |
|    | Italia (bandiera) | A     | Marazza        |

| N. |                   | Ruolo | Calciatore        |
| -- | ----------------- | ----- | ----------------- |
|    | Italia (bandiera) | C     | Corrado Cavazza   |
|    | Italia (bandiera) |       | Pasquale Garofalo |
|    | Italia (bandiera) | C     | Salussoglia       |
|    | Italia (bandiera) | D     | Angelo Albertoni  |
|    | Italia (bandiera) | D     | Betti             |
|    | Italia (bandiera) | C     | Piandri           |
|    | Italia (bandiera) | D     | Secondo Finotto   |